# 中国自动化学会
中国自动化学会（英語：Chinese Association of Automation），是由中华人民共和国从事自动化科学及相关技术的个人和单位组成的学术组织，隶属于中国科学技术协会，挂靠在中国科学院自动化研究所。

## 历史和概况
在自动化事业老前辈钱学森、沈尚贤、钟士模、陆元九、郎世俊等倡议下，于1957年5月成立中国自动化学会筹备委员会。1961年11月27日，在天津召开中国自动化学会第一次全国代表大会，正式宣告中国自动化学会成立。现有29个省级学会，51个专业委员会，9个工作委员会，会员数量近4万人。

## 历届理事长
- 第一届：钱学森
- 第二届：钱学森
- 第三届：宋健
- 第四届：胡启恒
- 第五届：胡启恒、杨嘉墀
- 第六届：杨嘉墀、陈翰馥
- 第七届：陈翰馥、戴汝为
- 第八届：戴汝为
- 第九届：戴汝为、孙优贤
- 第十届：郑南宁
- 第十一届：郑南宁[1]

## 颁发奖项
- 杨嘉墀科技奖
- CAA科学技术奖[2]

## 出版物
中国自动化学会现有主办和共办刊物9个：
- 《中国自动化学会通讯》
- 《自动化学报》
- 《IEEE/CAA Journal of Automatica Sinica》（JAS）
- 《信息与控制》
- 《机器人》
- 《模式识别与人工智能》
- 《电气传动》
- 《自动化博览》
- 《计算技术与自动化》